# Plujka burczało

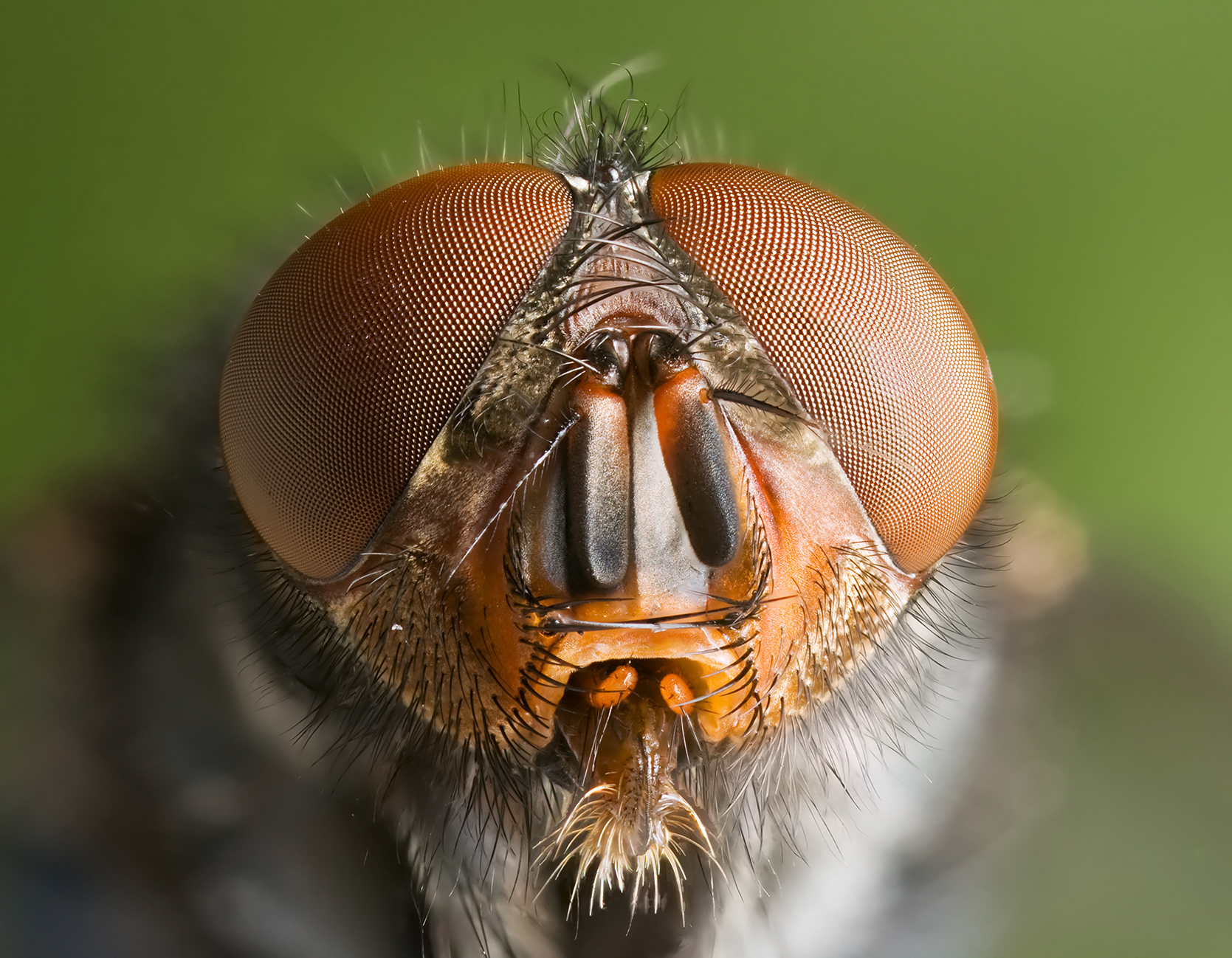
Calliphora vomitoria

Plujka burczało, mucha plujka (Calliphora vomitoria) – gatunek muchówki z rodziny plujkowatych. 
Jeden z większych przedstawicieli rodzaju plujka. Osiąga od 9 do 13 mm długości ciała i jest mocno owłosiona. Oczy czerwonobrunatne. Tył głowy, tylno-dolny narożnik rozszerzeń policzków i zapoliczki wyposażone w długie szczecinki barwy od żółtej do pomarańczowej. Rowki policzkowe barwy rudej lub czerwonej. Listewka twarzowa z rządkiem cienkich szczecinek nadwibrysowych. Owłosienie potylicy za szczecinkami zaocznymi głównie w przeważającej części jasne. Barwa krawędzi otworu gębowego, przodu rozszerzeń policzkowych i listewki twarzowej ciemna. Tułów ciemny niemetaliczny, szary z niebieskimi paskami. Łuski skrzydłowe i tułowiowe na większości powierzchni czarne, te pierwsze z włoskami na wierzchu. Za szwem poprzecznym występują dwie szczecinki międzyskrzydłowe. Skrzydła o bardzo czarnej bazykoście. Odwłok błyszcząco niebieski, słabo pokryty mikrowłoskami. Surstyli cienkie, długie i zakrzywione.
Larwy tej muchówki rozwijają się w padlinie, czasami w ropiejących ranach żywych zwierząt. Samica składa do kilkunastu jaj o długości 1,5 mm. Larwy wylęgają się po dwóch dniach. Po około 10 dniach od złożenia jaj następuje przepoczwarczenie.